# José Fonte
José Miguel da Rocha Fonte (født 22. december 1983 i Penafiel, Portugal), er en portugisisk fodboldspiller (midterforsvarer). Han spiller for det franske Ligue 1 hold LOSC Lille, som han har været tilknyttet siden sæsonen 18/19.

## Klubkarriere
Fonte spillede som ungdomsspiller hos Sporting Lissabon, og startede sin seniorkarriere hos klubbens andethold. De følgende år havde han kortvarige ophold i flere andre portugisiske klubber, blandt andet Benfica, Paços Ferreira, Vitória Setúbal og Estrela Amadora. I 2007 rejste han til England, hvor han skrev kontrakt med Crystal Palace.
Fonte spillede de følgende 10 sæsoner af sin karriere i England, hvor han efter opholdet i Crystal Palace spillede syv år hos Southampton. Han var desuden anfører for klubben et par sæsoner, og var med til at føre holdet fra League One og op i Premier League. I januar 2017 blev han solgt til London-klubben West Ham for en pris på otte millioner britiske pund.
I februar 2018 blev Fonte solgt til Dalian Yifang i Kina for en pris på 5 millioner pund, og i sæsonen 18/19 blev Fonte solgt til Lille LOSC på en fri transfer. 

## Landshold
Fonte står (pr. maj 2018) noteret for 28 kampe for det portugisiske landshold, som han debuterede for 18. november 2014 i en venskabskamp mod Argentina. Han var efterfølgende en del af truppen der vandt guld ved EM 2016 i Frankrig, og blev også udtaget til VM 2018 i Rusland.